# II Klavirski Koncert (Betoven)
KONCERT ZA KLAVIR I ORKESTAR broj 2. B - Dur, opus 19.

## Opšte karakteristike
U tesnoj vezi sa Prvim je Betovenov Drugi Klavirski Koncert. Rad na njemu započet je istodobno sa Prvim, pre Prvog je bio dovršen, ali 1798. godine prerađen i u konačnoj verzji se pojavio samo kratko vreme posle Prvog. Za ovaj Koncert se već sa više razloga nego za Prvi, može reći da je nastao pod uticajem Betovenovih prethodnika, posebno Mocarta. Njegovi se uticaji (upravo iz Klavirskog Koncerta KV. 491), manje - više provlače kroz celo delo. I orkestar je više kamernog sastava, blizak stilu Mocartovih Koncerata. Tri njegova stava obrazuju celinu trajanja 29 minuta.

## Analiza dela
Prvi stav je opet jedan Allegro con brio, samo sa nešto manje snage i jakim Mocartovim prisustvom, kroz ceo sonatni stav. Drugi stav je kratki Adagio sav u svečanom ruhu, dok je finalni treći stav Rondo - Molto allegro, sa karakterističnim motivom koji dočarava zov kukavice, već jedan tipično betovenski snažan stav, koji dovodi Koncert do pobedonosnog kraja.

## Izvođači
Artur Rubinštajn i Bostonski Simfonijski Orkestar, dirigent: Erih Lajsdorf.
Godine 1985. kao pobednik međunarodnog konkursa Klara Haskil u Lozani, Betovenov Drugi Klavirski Koncert u stilu vrhunskog svetskog pijaniste, tumačila je naša tada mlada pijanistkinja NATAŠA VELJKOVIĆ. Kamernim Orkestrom iz Lozane, dirigovao je LORENS FOSTER.